# Izé
Izé település Franciaországban, Mayenne megyében. Lakosainak száma 458 fő (2022. január 1.). Izé Trans, Bais, Sainte-Gemmes-le-Robert, Saint-Georges-sur-Erve, Saint-Thomas-de-Courceriers és Vimartin-sur-Orthe községekkel határos.

## Népesség
A település népességének változása:
| Lakosok száma | 740  | 548  | 477  | 498  | 498  | 484  | 482  | 457  | 456  | 458  |
|               | 1968 | 1982 | 1999 | 2008 | 2011 | 2013 | 2016 | 2018 | 2020 | 2022 |